# Кускуннур
Кускуннур (устар. Кызкынор) — река в России, протекает по Республике Алтай. Устье реки находится в 30 км по левому берегу реки Чаганузун. Длина реки составляет 26 км. Высота устья — 1961 м над уровнем моря.

## Этимология
Название «Кускуннур» («Кыскунур») происходит от алт. Кыска — короткий, монг. Нуур — озеро.
М. В. Тронов описывал реку так: «Речка Кыскынор имеет довольно широкую и глубокую долину значительной длины (до 20 км), но сама речка незначительна, вода её совершенно светлая».

## Данные водного реестра
По данным государственного водного реестра России относится к Верхнеобскому бассейновому округу, водохозяйственный участок реки — Катунь, речной подбассейн реки — Бия и Катунь. Речной бассейн реки — (Верхняя) Обь до впадения Иртыша.